# غوسيك
غوسيك (باليابانية: ゴシック، بالروماجي: Goshikku) هي سلسلة رواية خفيفة من تأليف كازوكي ساكورابي ورسوم هيناتا تاكيدا، نشرت في 10 ديسمبر عام 2003 حتى 23 يوليو عام 2011، وتكونت مجلدات 9، اقتبست إلى أنمي تلفزيوني من قبل استوديو بونز، عرض الأنمي في 7 يناير عام 2011 واستمر عرضه حتى 2 يوليو عام 2011، وتكون من 24 حلقة.

## القصة
تدور أحداث القصة في عام 1924 في دولة أوروبية خيالية صغيرة اسمها سوفيل، تمتد من سويسرا عبر جبال الألب بين فرنسا وإيطاليا، إلى البحر الأبيض المتوسط، يتكلم شعبها اللغة الفرنسية، تتابع القصة كازويا كوجو، هو الابن الثالث لضابط رفيع المستوى في الجيش الإمبراطوري الياباني، وهو طالب نقل إلى أكاديمية سانت مارغريت. يلتقي هناك مع فيكتوريك، وهي فتاة غامضة وجميلة ورائعة لم تأت مطلقًا إلى الفصل وتمضي وتمضي وقتها في قراءة الكتب أو حل الألغاز التي لا يستطيع المحققون حلها.

## الشخصيات

### الشخصيات الرئيسية
فيكتوريكا دو بلوا (باليابانية: ヴィクトリカ・ド・ブロワ، بالروماجي: Vikutorika do Burowa)
مؤدية الصوت: آوي يوكي
كازويا كوجو (باليابانية: 久城 一弥، بالروماجي: Kujō Kazuya)
مؤدي الصوت: تاكويا إغوتشي

### شخصيات أخرى
غريفيل دو بلوا (باليابانية: グレヴィール・ド・ブロワ، بالروماجي: Gurevīru do Burowa)
مؤدي الصوت: هيدينوبو كيوتشي
أفريل برادلي (باليابانية: アブリル・ブラッドリー، بالروماجي: Aburiru Buraddorī)
مؤدية الصوت: نوريكو شيتايا
سيسيل لافيت (باليابانية: セシル・ラフィット، بالروماجي: Seshiru Rafitto)
مؤدية الصوت: يوي كانو
برايان روسكو (باليابانية: ブライアン・ロスコー، بالروماجي: Buraian Rosukō)
مؤدي الصوت: تورو أوكاوا
كورديليا غالو (باليابانية: コルデリア・ギャ، بالروماجي: ロ Koruderia Gyaro)
مؤدية الصوت: ميوكي ساواشيرو
المركيز ألبير دو بلوا (باليابانية: アルベール・ド・ブロワ侯爵، بالروماجي: Arubēru do Burowa Kōshaku)
مؤدي الصوت: تاكايوكي سوغو

## وصلات خارجية
- غوسيك نسخة محفوظة 23 سبتمبر 2016 على موقع واي باك مشين. عند كادوكاوا شوتين (باليابانية)
- الموقع الرسمي (باليابانية)
- غوسيك عند تلفزيون طوكيو (باليابانية)
- غوسيك على موقع ANN manga (الإنجليزية)